# Коркин, Александр Гаврилович
Алекса́ндр Гаври́лович Ко́ркин  (8 апреля 1927, с. Неплюевка, Полтавский район, Уральская область, РСФСР, СССР — 15 августа 2011, Москва, Россия) — советский партийный и государственный деятель. Министр строительства предприятий тяжёлой индустрии Казахской ССР (1972—1975). Второй секретарь ЦК КП Казахстана (1976—1979).

## Биография
Родился 8 апреля 1927 в селе Неплюевка Полтавского района Уральской области РСФСР (ныне село в составе Карталинского района Челябинской области России).
В 1949 окончил Магнитогорский горно-металлургический институт.
По окончании института на хозяйственной и партийной работе.
- 1950—1970 годы — управляющий трестом «Казметаллургстрой», первый секретарь Темиртауского городского комитета КП Казахстана,
- 1972—1975 годы — министр строительства предприятий тяжелой индустрии Казахской ССР,
- 1975—1976 годы — секретарь ЦК КП Казахстана,
- 1976—1979 годы — второй секретарь ЦК КП Казахстана,
- 1979—1986 годы — первый секретарь Карагандинского обкома КП Казахстана,
- 1986—1991 годы — первый заместитель министра угольной промышленности СССР.

Депутат Совета Национальностей Верховного Совета СССР 10-11 созывов (1979—1989), кандидат в члены ЦК КПСС (1981—1990).
Похоронен в Москве на Троекуровском кладбище.

## Награды
- 2 ордена Ленина,
- орден Октябрьской Революции,
- 2 ордена Трудового Красного Знамени,
- орден «Знак Почета»,
- Орден Достык 1 степени (2010)[2].
- Почётный гражданин города Темиртау[3].